# Saiko Takahashi
Saiko Takahashi (高橋 彩子, Takahashi Saiko, Osaka, 11 april 1976) is een Japans voormalig voetbalster.

## Carrière

### Clubcarrière
Takahashi begon haar carrière in 1995 bij Nikko Securities Dream Ladies. Met deze club werd zij in 1996, 1997 en 1998 kampioen van Japan. Ze tekende in 1999 bij OKI FC Winds. Ze tekende in 2000 bij Urawa Reds. In 10 jaar speelde zij er 167 competitiewedstrijden. Met deze club werd zij in 2004 en 2009 kampioen van Japan. In 2009 beëindigde zij haar carrière als voetbalster.

### Interlandcarrière
Takahashi maakte op 29 maart 2005 haar debuut in het Japans vrouwenvoetbalelftal tijdens een vriendschappelijke wedstrijd tegen Australië. Ze heeft twee interlands voor het Japanse vrouwenelftal gespeeld.

## Statistieken
| Japans vrouwenvoetbalelftal | Japans vrouwenvoetbalelftal | Japans vrouwenvoetbalelftal |
| Jaar                        | Wed.                        | Dlp.                        |
| --------------------------- | --------------------------- | --------------------------- |
| 2005                        | 2                           | 0                           |
| Totaal                      | 2                           | 0                           |